# Bwanga
Bwanga è una circoscrizione mista (mixed ward) della Tanzania situata nel distretto di Chato, regione di Geita. Conta una popolazione di 36 763 abitanti (censimento 2012).